# Эскадренные миноносцы типа 45
Эскадренные миноносцы типа 45 (англ. type 45 destroyer; также известные как эсминцы типа «Дэринг», по имени головного корабля — HMS Daring) — тип современных эскадренных миноносцев с управляемым ракетным оружием, строящихся с 2003 года для Военно-морских сил Великобритании. Являются видоизменённой версией франко-итальянских фрегатов типа «Горизонт». Всего построено шесть эсминцев этого типа, последний из которых вошёл в состав флота 26 сентября 2013 года. Эсминцы данного типа являются самыми большими и самыми мощными эсминцами УРО, построенными для ВМС Великобритании. Они стали одним из основных компонентов формируемых «Перспективных сил 2020». Новые корабли предназначены для замены эсминцев типа 42, принятых на вооружение в 1978 году.

## История разработки
Работы по созданию нового проекта эсминцев УРО, способных заменить постепенно устаревающие эсминцы типа 42 («Шеффилд»), первоначально велись в сотрудничестве с семью другими странами НАТО в рамках проекта NFR-90, однако проект провалился из-за различий в требованиях стран-участниц. Затем Великобритания присоединилась к Франции и Италии в программе создания фрегатов типа «Горизонт» (англ. Horison), где снова возникли разногласия между странами-участницами, в результате чего 26 апреля 1999 г. Великобритания вышла из программы и начала реализацию собственного национального проекта . 23 ноября 1999 г. компания Marconi Electronic Systems (MES) была утверждена в качестве генерального подрядчика по проекту Тип 45. Семь дней спустя MES и British Aerospace объединились в BAE Systems (BAE), в результате чего последняя стала главным подрядчиком.
Проект Type 45 подвергался критике за рост затрат и задержки, поскольку стоимость шести кораблей составила 6,46 млрд фунтов стерлингов, что на 1,5 млрд фунтов стерлингов (29%) больше первоначального бюджета. Первое судно поступило в строй в 2010 году  вместо в 2007 года, как планировалось изначально. В 2007 году специальный комитет обороны выразил разочарование тем, что министерство обороны (МО) и BAE не смогли контролировать рост затрат.

## Строительство
Эсминцы типа 45 используют наработки, созданные в рамках программы «Горизонт», однако используют собственную систему ПВО Sea Viper и собственный радар SAMPSON. Корабли были построены компанией BAE Systems Maritime - Naval Ships, первоначально созданной как BVT Surface Fleet в результате слияния надводных кораблестроительных подразделений BAE Systems и VT Group. Эти две компании ранее сотрудничали в постройке кораблей. Две верфи BAE в Глазго и одна верфь в Портсмуте занимались сборкой различных блоков корабля. Верфь BAE в Говане строила блок А (от кормы до вертолётного ангара). Верфь в Скотстоне строила блоки B/C (2600-тонная секция от вертолётного ангара до мостика, включая машинное отделение с газовыми турбинами Rolls-Royce WR-21) и блок D (секция мостика). Портсмутская верфь BAE отвечала за блоки E/F (носовая часть от мостика), а также за дымовые трубы и мачты. Для пяти последних кораблей серии блоки A-D были собраны в Ships Block and Outfit Hall на верфи Гован и доставлены полностью оборудованными к причалу Скотстона. Перед спуском на воду также были смонтированы мачты и дымовые трубы.
Для первого корабля в серии блок A был собран в Говане и доставлен в Скотстон, где он был состыкован с блоками B/C, уже оснащёнными турбинами и оборудованием WR-21. Блок D, также собранный в Скотстоуе, присоединялся к этим трем блокам. Носовые секции (E/F) были состыкованы в Портсмуте и доставлены баржей в Скотстон. После присоединения блока E/F корпус спускался на воду в Клайд и буксировался в сухой док Скотстона, где устанАвливались мачты и трубы (мачты были частично оснащены оборудованием, например, мачта для радара S1850M отправлялась из Портсмута в Thales Nederland для оснащения радиолокационным оборудованием). После этого устанавливалось оставшееся оборудование: антенны РЛС, носовой гидролокатор, винты, ракетное вооружение и 114-мм пушка.
Эта схема модульной сборки была согласована в феврале 2002 года. Однако когда в июле 2000 года был подписан первоначальный контракт на три корабля, BAE Systems Marine должна была построить первый и третий корабли, а VT Group — второй.
К концу 2010 года все шесть эсминцев Type 45 были спущены на воду, первые два были сданы в эксплуатацию, а остальные находились в достройке. К 2012 году все эсминцы были полностью завершены, производственные линии закрыты. Дункан, последний из серии, был введен в строй на военно-морской базе Портсмута 26 сентября 2013 года и поступил на вооружение в 2014 году после испытаний и обучения персонала.
Корабли типа «Daring» — самые большие по водоизмещению эскортные корабли, когда-либо построенные для Королевского флота
В 2009 году поставка корабельных ракет Aster была отложена из-за производственного брака, выявленного во время испытаний.

## Характеристики
Эсминцы типа 45 имеют длину 152,4 м, ширину 21,2 м, осадку 7,4 м и водоизмещение около 8500 т. Они значительно больше эсминцев типа 42, водоизмещение которых 5200 т. Эсминцы типа 45 являются первыми британскими военными кораблями, построенными в соответствии с Правилами для морских судов Регистра Ллойда в отношении конструкции корпуса. Корабль спроектирован компанией BAE Systems, хотя ранее проектирование кораблей традиционно осуществляло Министерство обороны. Конструкция ориентирована на достижение малой радиолокационной заметности. Палубное оборудование и спасательные плоты скрыты за панелями надстройки корабля, создавая очень «чистую» надстройку, чем-то напоминающую французские фрегаты типа «Лафайетт». Сообщается, что такая конструкция придает кораблю радарное сечение небольшой рыбацкой лодки.
Корабли типа Daring примечательны тем, что стали первыми кораблями Королевского флота, оснащёнными нейтральными в гендерном отношении жилые помещениями для размещения членов экипажа мужского и женского пола; общие душевые уступили место индивидуальным кабинам, а шестиместные каюты для младших чинов намного более удобны для размещения как мужчин, так и женщин. Мужчины и женщины будут по-прежнему спать в разных помещениях, как и в большинстве ВМС других стран.

## Энергетическая установка
Корабли типа 45 оснащены инновационной интегрированной электрической силовой установкой, которая предназначена для обеспечения электропитания корабля переменным током с высоким качеством напряжения и частоты. Это достигается с помощью компьютеризированного управления, качественного преобразования и электрической фильтрация. Две газовые турбины Rolls-Royce WR-21 приводят в действие генераторы переменного тока GE и вместе с двумя дизельными генераторами Wärtsilä 12V200 обеспечивают питание 4160 В для системы высокого напряжения GE. Затем источник высокого напряжения используется для обеспечения питания двух усовершенствованных асинхронных двигателей GE Power Conversion мощностью 20 МВт (27 000 л.с.) каждый. Питание корабельных устройств, включая системы вооружения, осуществляется от источника высокого напряжения через трансформаторы 440 В и 115 В. Преимущества интегрированной электрической силовой установки:
- Возможность разместить электродвигатели ближе к гребному винту, тем самым укорачивая валопровод, устраняя необходимость в коробке передач или гребных винтах с регулируемым шагом, а также снижая вероятность механических повреждений[20].
- Возможность размещать первичные двигатели (дизельные генераторы и газотурбинные генераторы) в удобных местах вдали от линии вала, таким образом уменьшая пространство, занимаемоме дымоходами, и в то же время улучшая доступ для обслуживания и замены двигателя[21].
- Возможность запускать все силовые установки и судовые службы с помощью любой комбинации первичных двигателей, в том числе от одного первичного двигателя, на протяжении большей части срока службы судна, что значительно сокращает износ двигателя и выбросы[20].
- Возможность временно и постоянно распределять мощность первичного двигателя между службами и движителями дает значительный потенциал для приспособления к будущему увеличению служебных и боевых нагрузок с минимальным влиянием на скорость корабля или первичные двигатели.

Ключом к эффективному использованию одиночного первичного двигателя является выбор газовой турбины, которая обеспечивает эффективность в большом диапазоне нагрузок. Газовая турбина WR-21 включает промежуточное охлаждение компрессора и рекуперацию тепла выхлопных газов, что делает её значительно более эффективной, чем предыдущие судовые газовые турбины, особенно при низкой и средней нагрузке. Сочетание большей эффективности и большого запаса топлива обеспечивает запас хода 7000 морских миль при скорости 18 узлов. Высокая удельная мощность и гидродинамическая эффективность более длинной формы корпуса позволяют поддерживать высокие скорости. Сообщается, что во время ходовых испытаний в августе 2007 года «Дэринг» достиг проектной скорости 29 узлов за 70 секунд и 31,5 узла за 120 секунд.

### Неисправности
В январе 2016 года Министерство обороны признало ненадежность силовой установки, а BBC сообщила, что «общие сбои в электроснабжении являются обычным явлением».
Сама газовая турбина WR-21 имеет надежную конструкцию, однако блок промежуточного охлаждения «имеет серьезный конструктивный недостаток и иногда приводит к выходу из строя WR-21. Когда это происходит, электрическая нагрузка на дизель-генераторы может стать слишком большой, и они отключаются, оставив корабль без источника энергии или движения». Первый морской лорд, адмирал Филип Джонс, пояснил, что «газовые турбины WR-21 спроектированы так, что в экстремально жарких погодных условиях её характеристики плавно ухудшаются, пока температура не достигнет точки, в которой турбина перестаёт работать... мы обнаружили, что устойчивость дизельных генераторов и WR-21 на корабле в настоящий момент снижается не плавно, а катастрофически».
Хотя Министерство обороны не раскрывает подробную информацию о количестве проблем, включая полный отказ двигателя, с которыми столкнулись корабли этого типа, в средствах массовой информации сообщалось о нескольких таких случаях. «Дэринг» сломался в ноябре 2010 года и апреле 2012 года, «Даунтлесс» — в феврале 2014 года, «Дункан» — в ноябре 2016 года. В ноябре 2017 года «The Register» сообщил, что эсминец типа 45 был отозван в Великобританию из-за проблем с винтом, в результате чего традиционное развертывание Королевского флота «к востоку от Суэца» осталось без надлежащего прикрытия. Было заявлено, что «Даймонд» возвращается в Великобританию после того, как проблема с гребным винтом оказалась слишком серьёзной, чтобы экипаж корабля мог отремонтировать его самостоятельно».
21 марта 2018 года Министерство обороны объявило о присуждении контракта «Power Improvement Project» («Проект улучшения двигательной установки», PIP) на сумму 160 миллионов фунтов стерлингов компаниям BAE Systems, BMT Defense Services и Cammell Laird на демонтаж двух существующих дизельных генераторов и установку трех дизельных генераторов большего размера на принадлежащей Cammell Laird верфи в Биркенхеде. Замена или ремонт WR-21 не предполагались. С новыми дизель-генераторами, корабли должны будут полагаться на WR-21 только для движения с высокой скоростью с постепенным переходом к крейсерскому режиму без катастрофической потери мощности. «Даунтлесс» прибыл в Cammell Laird 6 мая 2020 года, чтобы стать первым кораблем, прошедшим модернизацию PIP. Завершение модернизации всех шести кораблей планируется к середине 2020-х годов.

## Система ПВО
Эсминцы типа 45 в первую очередь предназначены для противовоздушной обороны с возможностью защиты от таких целей, как истребители и беспилотные летательные аппараты, а также от высокоманевренных сверхзвуковых противокорабельных ракет, летящих со сверхзвуковой скоростью. Королевский флот описывает миссию эсминцев как «защита флота от воздушного нападения».
Эсминец типа 45 оснащен системой противовоздушной обороны Sea Viper (PAAMS), использующей многофункциональную РЛС SAMPSON с активной антенной решеткой и РЛС дальнего действия S1850M. PAAMS может отслеживать более 2000 целей и одновременно управлять и координировать действия нескольких ракет, что позволяет перехватить и уничтожить большое количество целей в любой момент времени. Это делает трудным осуществление на PAAMS насыщающей атаки, даже если атакующие элементы являются сверхзвуковыми. Военно-морской колледж США заявил, что радар SAMPSON способен отслеживать 1000 объектов размером с теннисный мяч, движущихся со скоростью 3М, подчеркивая возможности системы против малозаметных целей.
Основным компонентом PAAMS является система ракет Aster, куда входят ракеты Aster 15 и Aster 30. MBDA описывает Aster как ракету, способную перехватывать все типы высокоскоростных воздушных целей на максимальной дальности 120 км. Ракета Aster имеет автономное наведение и оснащена активным радиочастотным искателем, позволяющим ей справляться с «насыщенными атаками» благодаря «возможности множественного поражения» и «высокой скорострельности». В настоящее время эсминцы типа «Дэринг» оснащены системой вертикального пуска A50 Sylver, позволяющей нести до 48 ракет Aster 15 и 30 ракет в произвольной комбинации.
В дополнение к своей роли в противовоздушной обороне, PAAMS предлагает дополнительные возможности защиты от баллистических ракет. В марте 2013 года Военно-морской институт США сообщил, что Королевский флот вместе с Агентством противоракетной обороны США изучат потенциал кораблей типа «Дэринг» для обеспечения противоракетной обороны в Европе вместе с эсминцами ВМС США, оснащенными системой «Иджис». В мае 2014 года Jane's Information Group сообщила, что Соединённое Королевство выделяет больше средств на изучение возможностей многофункционального радара SAMPSON и эсминцев типа 45 в роли защиты от баллистических ракет. Это последовало за успешной боевой стрельбой в сотнях миль к северу от атолла Кваджалейн в западной части Тихого океана, где «Дэринг» продемонстрировал способность «обнаруживать при первой же возможности» и «отслеживать для перехвата» две баллистические ракеты средней дальности. BAE Systems сообщила Jane's, что многофункциональный радар SAMPSON «превзошел ожидания во всех отношениях».
Из-за заметного увеличения боевых возможностей эсминцев типа 45 по сравнению с их предшественниками, исключительно высокой цены за корабль и большого внимания общественности оборонные аналитики и корреспонденты обычно называют тип «Дэринг» «самым современным» или «самым мощным» эсминцем ПВО в мире. Аналогично, производитель кораблей BAE Systems заявляет: «Эсминец типа 45, способный обнаруживать и сопровождать сотни целей одновременно, признан самым совершенным противовоздушным кораблем в мире». Ник Браун, главный редактор «Jane's International Defence Review», говорит: «Это [эсминец типа 45], безусловно, один из самых передовых кораблей ПВО в мире ... Американская система «Иджис» похожа, но Sea Viper более продвинутый».

## Вооружение
Вооружение новых английских эскадренных миноносцев типа 45 является чисто оборонительным, что объясняется главной задачей новых эсминцев — ПВО морских группировок ВМС. Боевые системы корабля способны управлять действиями авиации и координировать действия ПВО оперативных флотских соединений. Экипаж корабля сравнительно небольшой по сравнению с другими кораблями класса — 235 человек, полное водоизмещение — 8000 т. На эсминце отсутствует ударное вооружение, но есть место для расширения УВП до 72 ячеек, и установки 8 ракет «Гарпун».

### Зенитное ракетное вооружение
Основу вооружения эсминцев составляет зенитный ракетный комплекс PAAMS, разработанный в сотрудничестве с Францией и Италией. Британская версия отличается от франко-итальянской применением новейшего британского радара Sampson.
Для предупреждения о воздушном нападении, эсминцы проекта 45 используют РЛС с активной ЦАР S1850, расположенную на грот-мачте эсминца. РЛС обеспечивает обнаружение целей на дистанции до 400 км в атмосфере и ближнем космосе, и одновременное отслеживание до 1000 целей. Также утверждается, что система чрезвычайно эффективна в обнаружении малозаметных целей.
Сопровождение целей и наведение зенитных ракет выполняется с помощью РЛС Sampson на фок-мачте эсминца. Радар обеспечивает поиск, обнаружение, сопровождение как высоко-, так и низколетящих целей, в том числе малозаметных, в радиусе до 400 км. За счет высокого расположения антенны, Sampson обладает большой дальностью обнаружения низколетящих целей, в том числе двигающихся над самой поверхностью воды, значительно превосходя в этом систему «Иджис». Одновременно выполняется целеуказание по шестнадцати различным целям, в том числе атакующим с разных направлений. Радар представляет собой двустороннюю фазированную решётку, вращающуюся со скоростью 15 оборотов в минуту и заключённую в сферический радиопрозрачный кожух.
Поражение взятых на сопровождение целей осуществляется с помощью зенитных ракет Aster, располагающихся в пусковых установках Sylver. В настоящее время пусковая установка состоит из 6 модулей УВП Sylver A50 (всего 48 ячеек), но предусмотрено место для установки дополнительных модулей, чтобы довести число ячеек до 64—72. Пусковые установки заряжаются зенитными ракетами малого и среднего радиуса действия Aster 15, обеспечивающими поражение цели на дистанции до 30 км, и большого радиуса действия Aster 30 — до 120 км.
Ракеты Aster обеих моделей оснащены инерциальной системой наведения на маршевом участке (с радиокомандной коррекцией курса по сигналам РЛС Sampson) и активной радиолокационной системой наведения на терминальном участке. За счет активной системы самонаведения, ракеты эффективны при поражении низколетящих целей, скрытых от корабля-носителя за радиогоризонтом. Комбинация аэродинамических рулей и управляемого вектора тяги позволяет ракетам маневрировать с перегрузкой до 60 g. Система Aster 30 также может применяться против баллистических ракет малого и среднего радиуса действия на участке входа в атмосферу.
Типовой состав ЗУР: 32 «Астер 30» (дальность 120 км, активная импульсно-доплеровская ГСН, скорость 4,5 М, боеголовка 16 кг) и 16 «Астер 15» (дальность 30 км, активная импульсно-доплеровская ГСН, скорость 3 М).
В настоящее время, эсминцы типа 45 имеют наиболее эффективную систему противовоздушной обороны из существующих, обеспечивающую уверенную защиту корабельного соединения от всех видов ракетных и воздушных атак. Основными преимуществами системы являются:
- высокая эффективность РЛС раннего обнаружения и предупреждения S1850[45];
- высокая эффективность многоканальной РЛС Sampson, способной одновременно осуществлять целеуказание по нескольким целям[45];
- удачное расположение антенного поста РЛС Sampson высоко над поверхностью моря, что существенно расширяет радиус обнаружения низколетящих целей;
- наличие в арсенале зенитных ракет Aster 15 и Aster 30 с активными головками самонаведения, что облегчает поражение низколетящих, малозаметных и маневрирующих целей.

Тип 45 формально не имеет возможности противоракетной обороны театра военных действий (TBMD), но его потенциал для такой роли в настоящее время оценивается. Ракеты наземного базирования Aster 30 Block 1 перехватывали баллистические ракеты малой дальности, а испытания наземного SAMPSON, модифицированного для противоракетной обороны, были запланированы на начало 2012 года. В 2013 году Министерство обороны объявило, что первый корабль, «Дэринг», примет участие в испытаниях баллистической защиты совместно с Агентством противоракетной обороны США (MDA) в рамках крупной программы исследований и разработок. В марте 2016 года Великобритания и Франция объявили о совместной программе закупок, согласно которой чтобы Франция приобретает ракеты Brimstone для оснащения вертолёта Tiger Mk3, а Великобритания — ракеты Aster Block 1NT, способные перехватывать баллистические ракеты средней дальности на расстоянии 1000–1500 км. Версия Block 2 Aster 30 NT, которая разрабатывается совместно Францией и Италией, будет перехватывать ракеты на дальности до 3000 км.

### Артиллерийское вооружение
Артиллерийское вооружение корабля состоит из стандартной 114-мм 55-калиберной универсальной пушки BAE Systems Mark 8 Mod 1. Орудие располагается в носовой части эсминца: примененная на кораблях типа 45 версия установки выполнена с применением технологии снижения радиолокационной заметности и не нарушает силуэта корабля.
Дальность стрельбы — до 27,5 км, скорострельность — 24 выстрела в минуту, вес снаряда — 21 кг. Орудие обеспечивает поражение наземных, надводных и воздушных целей. В боекомплект входят осколочно-фугасные, дальнобойные (до 27,5 км), заградительные (распыляющие дипольные отражатели) и осветительные снаряды. Стандартные осколочно-фугасные снаряды задействуются для поражения как наземных/надводных, так и воздушных целей. Перед выстрелом детонатор снаряда автоматически выставляется в соответствующий режим: контактного подрыва для наземных/надводных целей, дистанционного подрыва для воздушных целей. Современные модели детонаторов также имеют режим подрыва с задержкой, что увеличивает их эффективность против военных кораблей и зданий. Боекомплект на орудие составляет 800 выстрелов.
По состоянию на ноябрь 2011 года Mk8 Mod 1 должен оставаться в эксплуатации до 2030-х годов и по мере устаревания будет заменяться на Mod 2. Также вероятно, что 114-мм орудие будет заменено на орудие более крупного калибра, которое закупается для новых фрегатов типа 26. В 2015 году для фрегата типа 26 было выбрано 127-мм (62 кал.) орудие BAE Mk45 Mod 4.
Для ближней противовоздушной обороны корабль оснащён двумя 30-мм орудиями в одноствольных установках DS-30B (побортно) и двумя 20-мм артустановками Mk 15 «Фаланкс» Block 1B (также побортно). Установки эффективно дополняют друг друга: обладающий большей огневой мощью «Эрликон» обеспечивает поражение как летательных аппаратов, так и лёгких надводных целей, а обладающий минимальным временем реакции и большой точностью «Фаланкс» обеспечивает дострел прорывающихся к кораблю ракет.
Тип 30-мм орудия — REMSIG MSI DS-30A, длина ствола — 75 калибров, скорострельность — 650 выстр./мин, дальность стрельбы — 10 км, масса снаряда — 0,36 кг.
Вспомогательное вооружение корабля состоит из двух управляемых вручную пулемётов M134 Minigun калибром 7,62 мм, предназначенных для самообороны от диверсантов, взрывающихся катеров и ближней огневой поддержки. Также возможна установка до шести 7,62-мм пулемётов L7A2.

### Противокорабельное вооружение
Четыре из шести эсминцев типа 45 получат пусковые установки «Гарпун», демонтированные с четырёх списанных фрегатов типа 22. В настоящее время ракеты «Гарпун» установлены на эсминцах «Дункан», «Даймонд» и «Дэринг». Однако к 2023 году ПКР «Гарпун» должны быть сняты с эсминцев типа 45. В апреле 2021 года было объявлено, что вероятным кандидатом на их замену будут ПКР LRASM от Lockheed Martin, хотя в рамках запланированной программы «Interim Surface to Surface Guided Weapon» («Промежуточное управляемое оружие поверхность-поверхность», I-SSGW) такая замена не предусматривается.

### Противолодочное вооружение
Эсминцы типа 45 в носовой части оснащены среднечастотной ГАС Ultra/EDO MFS-7000, но не располагают каким-либо бортовым противолодочным вооружением. Это связано с британской доктриной разделения функций, в которой задачи ближней противолодочной обороны соединения возлагаются на фрегаты.
В плане самообороны от торпедной атаки, британцы предпочитают полагаться на высокую маневренность эсминцев и систему противоторпедной обороны SSTD.

### Авиационное вооружение
Летная палуба корабля позволяет принимать крупногабаритные вертолёты, вплоть до Boeing CH-47 Chinook. Ангарные мощности в кормовой надстройке рассчитаны на один тяжёлый вертолёт Merlin или два лёгких Lynx.
Вертолёты предназначены для организации противолодочной обороны соединения, при помощи спускаемых сонаров, гидроакустических буёв, глубинных бомб и авиационных самонаводящихся противолодочных торпед Stingray. Возможно также ударное применение вертолётов, при котором они оснащаются лёгкими ракетами Sea Skua.

### Средства электронного противодействия
Корабли типа 45 имеют развитый комплекс средств электронного противодействия. В основе его лежит система РЭБ Seagnat, представляющая собой комплекс пусковых установок для различных типов ложных целей и имитаторов:
- маскирующих Mk. 214 (выставляющих заслон дипольных отражателей для закрытия корабля),
- уводящих Mk. 216 (создающих плотное облако дипольных отражателей, имитирующих корабль),
- инфракрасных Mk. 254 (имитирующих тепловой фон корабля),
- активных станций постановки помех Mk. 251, выстреливаемых на некоторое расстояние от корабля и автоматически настраивающихся на частоты РЛС атакующих ракет.

Постановщик помех имеет четыре шестиствольных пусковых установки типа DLH.
Система дополнена плавающими ложными мишенями IDS300, которые представляют собой плавучий комплекс уголковых отражателей, точно имитирующих радиолокационную сигнатуру корабля.
Наконец, для защиты корабля от акустических самонаводящихся или управляемых по кабелю торпед, эсминцы оснащены системой противоторпедной обороны SSTD. Данная система состоит из:
- буксируемого акустического локатора, выполняющего задачу предупреждения о торпедной атаке;
- буксируемой акустической ловушки, имитирующей шумы винтов корабля на значительном отдалении от него;

### Средства связи
- Полностью интегрированная система связи (Fully Integrated Communications System, FICS45): комбинированная система внешней и внутренней связи, поставляемая Thales и Selex ES Ltd[63].
- В 2012 году цифровая радиолокационная система электронного наблюдения UAT Mod2.0 была установлена на эсминцах «Дэринг» и «Даймонд» в рамках контракта на 40 млн фунтов с Thales UK, который предусматривает установку UAT Mod2.1 на другие корабли типа 45[64].
- Система METOC (Meteorology and Oceanography, метеорология и океанография) от BAE Systems включает в себя систему зондирования верхних слоёв атмосферы с использованием запускаемых радиозондов совместного предприятия Eurodefence Systems Ltd и Graw Radiosondes (Германия), а также комплексную систему приёма метеорологических данных от спутников и систему батиметрии. Эти датчики предоставляют полную информацию об окружающей среде, которая используется в различных задачах, включая распространение радиолокационных сигналов и баллистику.

### Авиация
Полётная палуба эсминца типа 45 достаточно велика, чтобы вместить вертолёты размером c Boeing CH-47 Chinook. Имеется ангар для одного Agusta Westland Merlin HM1 или двух вертолётов Westland Lynx. Merlin HM2 имеет погружаемый гидролокатор, гидроакустические буи и радар. Он несёт четыре противолодочные торпеды Sting Ray, в то время как меньший Lynx HMA8 — либо две торпеды Sting Ray, либо четыре ПКР Sea Skua. С 2015 года Lynx был заменен в ВМС Великобритании на AgustaWestland AW159 Wildcat, вооружение которого будет включать с 2021 года ракету Martlet, а с 2022 года — ракету «Future Air-to-Surface Guided Weapon (Heavy)» (Будущая тяжёлая управляемая ракета воздух-поверхность). Wildcat полагается на корабельные гидроакустические средства для обнаружения подводных целей, поскольку в настоящее время у него нет собственного погружного гидролокатора или гидроакустических буёв.

### Дополнительные возможности
Корабли типа 45 имеют значительное зарезервированное место и мощности для перспективной установки дополнительных систем вооружения. Так, в 2013 г. было принято решение установить на четырёх эсминцах типа 45 по две счетверённые ПУ противокорабельных ракет «Гарпун», снятые со списываемых фрегатов типа 22.
Все корабли имеют место (впереди основного комплекса УВП Sylver) для размещения двух дополнительных модулей (16 ячеек) пусковых установок увеличенной длины: Sylver A70 или Mk. 41. Эти пусковые установки не могут быть соединены с системой PAAMS — то есть не могут использоваться для размещения зенитных ракет — но в них могут быть установлены модели крылатых ракет, запускаемых против наземных целей. В качестве таковых рассматривается состоящий на вооружении ВМФ Великобритании «Томагавк» (для Mk. 41) или разрабатываемая тактическая крылатая ракета SCALP Naval на базе авиационной крылатой ракеты Storm Shadow. Оснащение подобными пусковыми позволит придать кораблям типа 45 возможности стрельбы по наземным целям.
Все эсминцы типа 45 оснащены для применения в качестве флагманских кораблей, имеют дополнительные помещения и системы связи для размещения адмирала и штаба. Также каждый корабль имеет резервы места и запасов для постоянного размещения роты королевской морской пехоты (60 человек).

## Состав серии
Всего в серии шесть кораблей, и передача флоту головного корабля произошла 10 декабря 2008 года. Первоначально планировалось построить 12 кораблей на замену такому же количеству эсминцев типа 42, вопрос о постройке второй партии должен был решиться в период с 2005 по 2010 год. Однако это количество было сокращено до восьми кораблей в «Белой книге обороны» 2003 года, озаглавленной «Обеспечение безопасности в меняющемся мире: будущие возможности» (Delivering Security in a Changing World: Future Capabilities), после стратегической переориентации на «малые и средние операции» и экспедиционные наземные операции. В декабре 2006 года было объявлено, что серия может быть сокращена ещё на два корабля. В июле 2007 года официальные лица Министерства обороны заявили, что они «все еще планируют построить восемь эсминцев Тип 45» и что «дополнительные два корабля все еще учитываются при планировании». Этот план был официально отменен 19 июня 2008 года, когда министр вооруженных сил Боб Эйнсворт объявил в парламенте, что варианты постройки седьмого и восьмого эсминцев рассматриваться не будут. Постоянное сокращение проекта, сначала с двенадцати до восьми, а затем до шести кораблей, подвергалось критике за то, что Королевский флот остался с недостаточным количеством кораблей.
9 марта 2007 года газета «The Independent» сообщила, что Саудовская Аравия рассматривает возможность покупки «двух или трех» эсминцев типа 45. 7 сентября 2007 года сообщалось, что саудовские официальные лица были приглашены для наблюдения за ходовыми испытаниями «Дэринга».
В 2009 году Счетный комитет Палаты общин провел проверку закупок эсминцев типа 45. Комитет отметил, что эсминец на 80% основан на новых технологиях, но несмотря на это не были в достаточной мере учтены технические риски, проявился чрезмерный оптимизм при определении цены проекта до того, как были определены многие его элементы. Это привело к сложным коммерческим отношениям и пересмотру контракта в 2007 году. Также были отмечены необоснованные ожидания Министерства обороны, что шесть кораблей в серии все ещё позволят ему иметь в постоянной готовности пять кораблей с небольшим риском невыполнения этого требования.
В июле 2016 года было объявлено, что все шесть кораблей находятся в военно-морской базе в Портсмуте. Министерство обороны заявило, что это «необычно, но не беспрецедентно», и что «все эсминцы типа 45 в настоящее время находятся в порту, поскольку они либо только что вернулись с операций, либо готовятся к развёртыванию, либо проводят обучение или техническое обслуживание, либо экипаж находится в летнем отпуске».
В интервью Sunday Times бывший контр-адмирал Крис Парри заявил, что эсминцы типа 45 — шумные корабли, которые могут быть слышны с подводных лодок на расстоянии 100 морских миль.
Все корабли типа 45 базируется в Портсмуте.
Серия состоит из шести кораблей:
| Название            | Заложен    | Спущен     | В строю    | Текущий статус |
| ------------------- | ---------- | ---------- | ---------- | -------------- |
| HMS Daring (D32)    | 28.03.2003 | 01.02.2006 | 20.04.2012 | в составе ВМС  |
| HMS Dauntless (D33) | 26.08.2004 | 23.01.2007 | 03.06.2010 | в составе ВМС  |
| HMS Diamond (D34)   | 25.02.2005 | 27.11.2007 | 06.05.2011 | в составе ВМС  |
| HMS Dragon (D35)    | 19.12.2005 | 17.11.2008 | 20.04.2012 | в составе ВМС  |
| HMS Defender (D36)  | 31.07.2006 | 21.10.2009 | 21.03.2013 | в составе ВМС  |
| HMS Duncan (D37)    | 26.01.2007 | 11.10.2010 | 26.09.2013 | в составе ВМС  |

Три корабля типа 45 носят те же имена, что и эсминцы предыдущего типа Daring 1949 года: «Дэринг», «Даймонд» и «Дефендер». Эти названия использовались для эсминцев класса D 1930-х годов. «Дункан» также был одним из фрегатов типа 14 в 1950-х годах. Остальные корабли типа 45, «Даунтлесс» и «Дрэгон» носят имена крейсеров типа D 1918 года.
В декабре 2020 года министр оборонных закупок Джереми Куин сообщил, что в соответствии с текущими планами эсминцы типа 45 будут выведены из эксплуатации в период с 2035 по 2038 год.

## Недостатки
Согласно обзору «The Sunday Times», эсминцы грохочут «как ящик с гаечными ключами» и слышны подлодкам за 100 миль. Двигатели не приспособлены для работы в жарком климате, из-за чего HMS Diamond в 2016 году потерял ход в Персидском заливе.

## Фильм
- Эсминец 21 века / 21st Century Warship Год выпуска: 2009 Жанр: Документальный фильм Страна: Великобритания